# Tétraèdres
Tétraèdres est un tableau réalisé par le peintre français Paul Sérusier vers 1910. De format vertical, cette huile sur toile représente une quinzaine de tétraèdres de différentes couleurs flottant dans un espace passant du jaune à l'orange, puis du vert au bleu, entre le coin supérieur gauche de la composition et son angle inférieur droit. Acquise en 2018, l'œuvre est conservée au musée d'Orsay, à Paris.

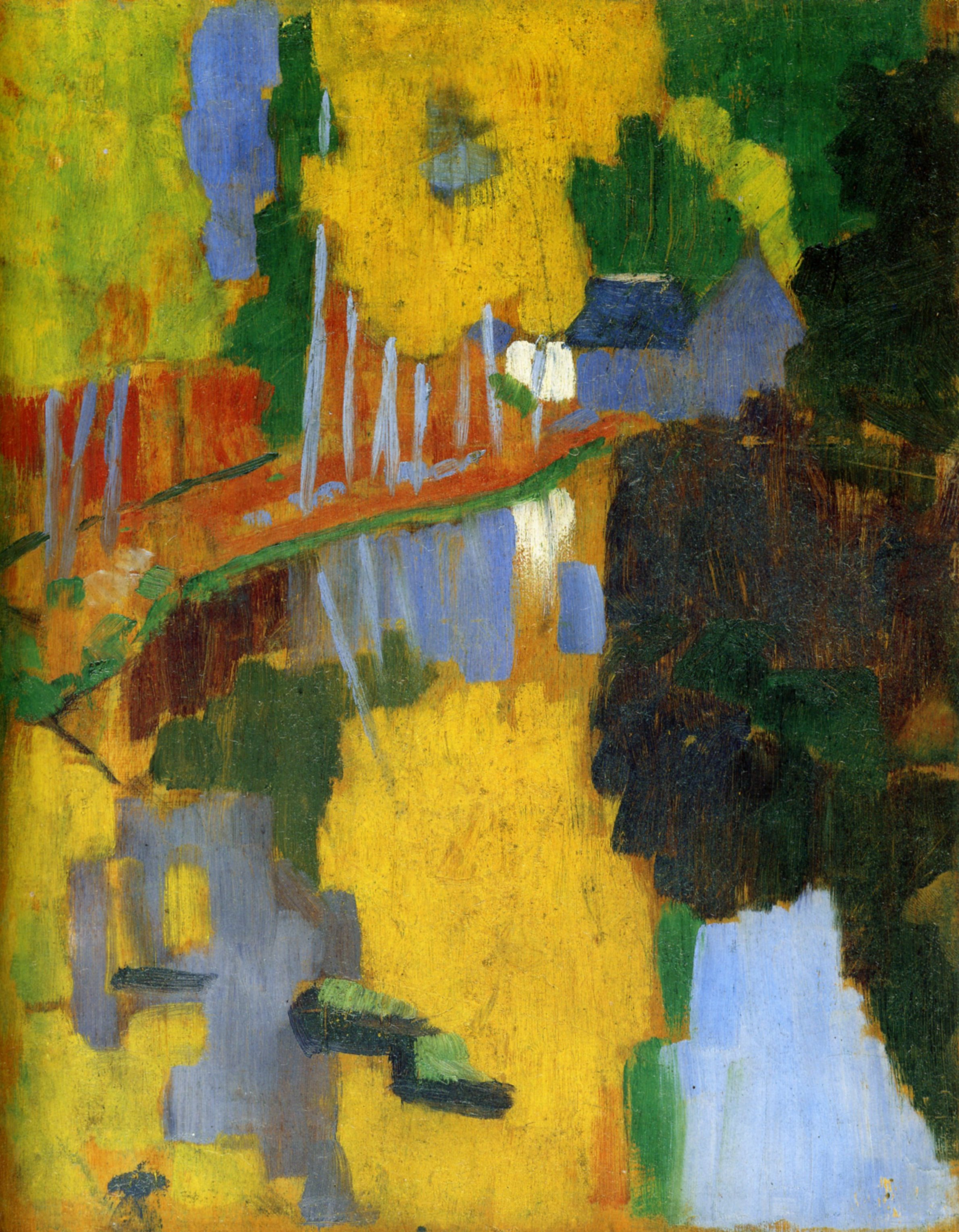
Le Talisman, l'Aven au Bois d'Amour, 1888 – Musée d'Orsay, Paris.
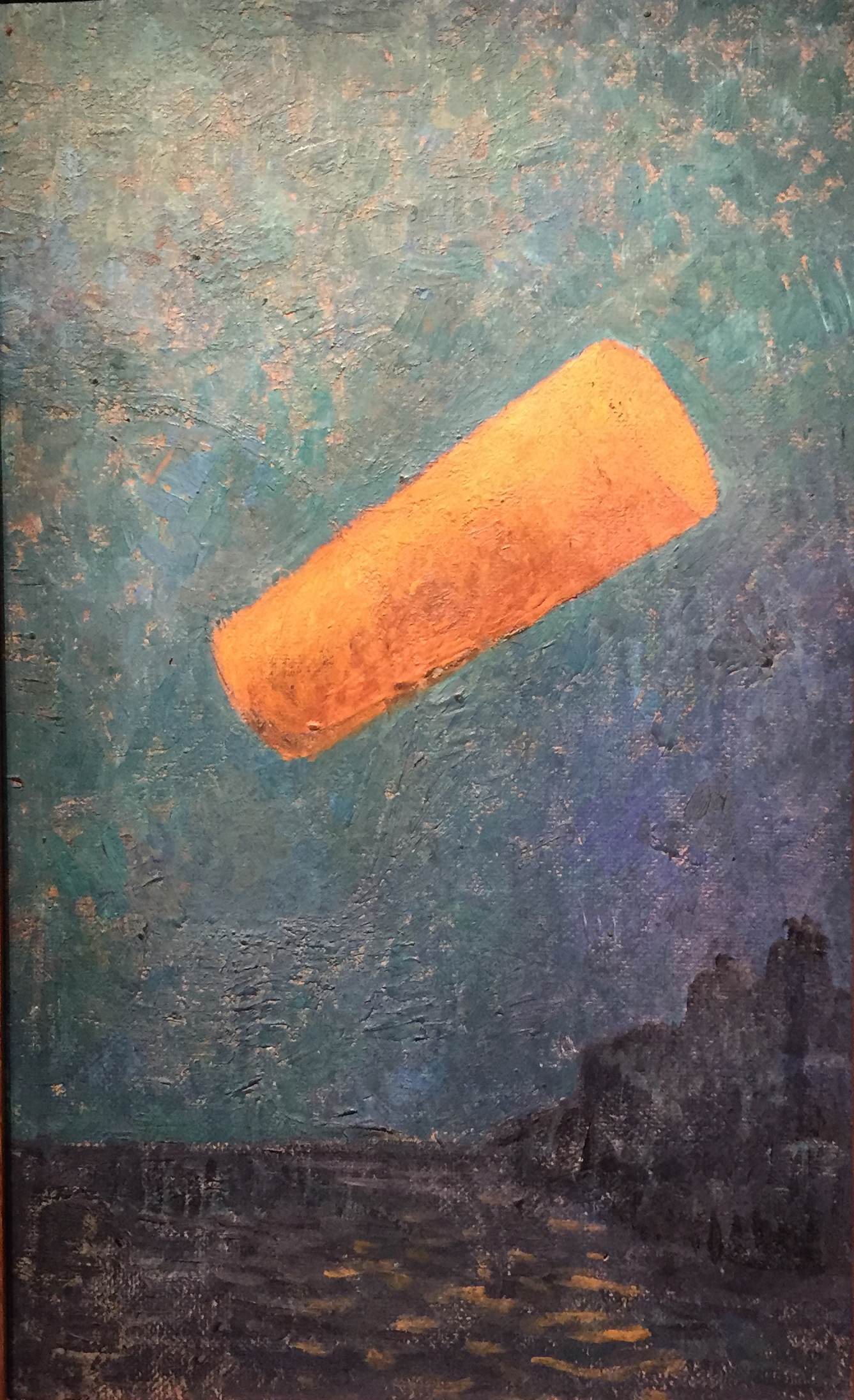
Cylindre d'or, vers 1910 – Musée des Beaux-Arts de Rennes, Rennes.